# 斑犀鳥
，是犀鸟目犀鸟科的一种鸟类。

## 特征
冠斑犀鸟体重约892.89克，翼长约284.9毫米，嘴峰长约160.1毫米，喙宽度约35.3毫米，喙厚度约51.8毫米，跗蹠长约57.5毫米，尾长约295.2毫米。冠斑犀鸟在其分布区内为留鸟，其栖息在半开放的高大树木组成的森林中，食性为杂食性，主要食物来源是水果。

## 亚种
- ：分布于印度至阿萨姆邦、尼泊尔、缅甸、中国南部和印度支那。在中國分佈於雲南西部、南部及廣西西部，屬於中國國家二級保護動物。该亚种的模式产地在孟加拉国。[4]
- ：分布于泰国南部、马来半岛、大巽他群岛和邻近岛屿。[5]